# Al-Yaarubiyah, Tỉnh Aleppo
al-Yaarubiyah (tiếng Ả Rập: اليعربية, đã Latinh hoá: al-Ya'rubīyah), Còn được gọi là Daliha (tiếng Ả Rập: دلحة, đã Latinh hoá: Dalḩah), là một ngôi làng ở phía bắc tỉnh Aleppo, tây bắc Syria. Nằm ở giữa Azaz và al-Rai, khoảng 45 kilômét (28 mi) phía bắc thành phố Aleppo và 3 km (1,9 mi) phía nam biên giới với tỉnh Kilis của Thổ Nhĩ Kỳ, ngôi làng thuộc về hành chính của Nahiya Sawran ở quận Azaz. Các địa phương lân cận bao gồm Baraghida 3 km (1,9 mi) về phía tây nam và Dudiyan 5 km (3,1 mi) về phía đông nam. Trong cuộc điều tra dân số năm 2004, al-Yaarubiyah có dân số 552.